# (5166) Olson
(5166) Olson (1985 FU1) – planetoida z pasa głównego asteroid okrążająca Słońce w ciągu 3,58 lat w średniej odległości 2,34 j.a. Odkryta 22 marca 1985 roku.